# Châtillon-en-Diois
Châtillon-en-Diois község Franciaország Auvergne-Rhône-Alpes régiójában, Drôme megyében. 2019. január 1-jén egyesült Treschenu-Creyers korábbi községgel. Az így létrejött új község átvette (megtartotta) a korábbi 
Châtillon-en-Diois nevet. Egyesüléskor az új község lélekszáma 677 fő volt.
Lakosainak száma 659 fő (2022. január 1.). Châtillon-en-Diois Chichilianne, Le Percy, Monestier-du-Percy, Saint-Maurice-en-Trièves, Glandage, Boulc, Menglon, Saint-Roman és Laval-d’Aix községekkel határos.

## Népesség
A település népességének változása:
| Lakosok száma | 666  | 666  | 666  | 658  | 650  | 659  |
|               | 2017 | 2018 | 2019 | 2020 | 2021 | 2022 |